# Standardtheorie der ägyptischen Syntax
Standardtheorie oder präziser Standardtheorie der ägyptischen Syntax ist ein in der Ägyptologie verbreiteter Begriff für einen Kreis von Vorstellungen über die Syntax vor allem der klassischen ägyptischen Sprache (des „Mittelägyptischen“) und darüber hinaus auch für die anderen Sprachstufen des Ägyptischen. Die Standardtheorie-Frage hat seit den 1970er Jahren die ägyptologische Grammatikdiskussion weitgehend dominiert. Den Begriff Standardtheorie für diese Vorstellungen verwendete erstmals Leo Depuydt. Das so bezeichnete Theoriegebilde führt bei weniger linguistisch orientierten Ägyptologen vielfach zu Unbehagen oder kann für Studenten gar ein Angstthema darstellen.

## Vorgeschichte
Die ägyptische Sprache besitzt nur wenige offensichtliche Mittel zur Kennzeichnung von Nebensätzen wie etwa unterordnende Konjunktionen. Daher glaubte man früher, ägyptische Texte bestünden weitgehend nur aus einer Aneinanderreihung einfachster Elementarsätze, für deren logische Beziehungen untereinander die Sprache keine Ausdrucksmittel ausgebildet hätte. Dies entsprach den Vorstellungen, die man sich damals generell von archaischen und/oder außereuropäischen Sprachen machte. Gleichzeitig musste man akzeptieren, dass gewisse Erscheinungen der Verbalmorphologie unerklärt blieben: So beobachtete man etwa neben einem „Präsens“, „Perfekt“, „Futur“ etc. noch etwas seltenere Tempora, die man in den jüngeren Sprachstufen als „Präsens 2“, „Perfekt 2“, „Futur 2“ etc. bezeichnete (sog. „Zweite Tempora“) und deren Funktion man nicht verstand bzw. als „emphatisch“ (u. a. Adolf Erman) oder – wesentlich gravierender – „imperfektisch“ (v. a. Alan Gardiner) missverstand.

## Entwicklung
Eine Neubewertung der ägyptischen Syntax ging von Hans Jacob Polotsky aus. Zunächst fiel ihm in Texten jüngerer Sprachstufen des Ägyptischen auf, dass die Zweiten Tempora dann obligatorisch gebraucht werden, wenn der Satz eine Adverbialphrase enthält, die – nach moderner Terminologie – fokussiert ist, zum Beispiel aus einem Frageelement besteht, also in Sätzen wie j.jrj-k-gmj-st mj-jh = du-finden-es(2.Tempus) wie = „wie hast du es gefunden?“. Aus dieser Beobachtung entwickelte er in der Folge die These, dass die Zweiten Tempora eigentlich als relativische Formen zu analysieren sind, im gegebenen Beispiel also „dass du es gefunden hast, (ist) wie?“. Dadurch wäre also eine Entsprechung zu unseren Nebensätzen gegeben, auch ohne dass im ägyptischen Text eine Konjunktion vorhanden wäre.
Diese Beobachtung baute Polotsky immer weiter zu dem aus, was wir heute als Standardtheorie bezeichnen (einschlägig etwa seine Egyptian Tenses). Zum einen erweiterte er die Annahme Zweiter Tempora auf die ältere klassische Ägyptische Sprache, wo morphologische Markierungen für diese in der Schrift viel seltener zu erkennen sind. Zum anderen dehnte er seine Analyse auch auf die zahlreichen Fälle aus, in denen nach einem Zweiten Tempus keine offensichtliche Adverbiale zu finden ist. Er schloss hier, dass stattdessen der gesamte folgende Satz implizit adverbialisiert sein muss und durch das vorangehende Zweite Tempus fokussiert wird, somit also eine grammatische Satzverknüpfung hergestellt wird. Eines seiner Beispiele ist etwa der folgende Beleg aus dem Totenbuch: šdd.tw r pn (…) wdn.n-f (…), der sinngemäß bedeuten muss „man soll diesen Spruch rezitieren (…), nachdem man (das-und-das) geopfert hat“, wo nach älterer Lehre aber wörtlich einfach zu übersetzen gewesen wäre „man soll diesen Spruch rezitieren (…), man hat (…) geopfert“. Da das erste Verb ein Zweites Tempus ist, liegt nach Polotskys Analyse eine Satzverknüpfung der Art „dass man diesen Spruch rezitieren soll (…), (ist, nachdem) man (…) geopfert hat“ vor.
Den Höhepunkt erreichte die Standardtheorie mit der Habilitationsschrift von Friedrich Junge. Er radikalisierte Polotskys Ansatz in der Weise, dass durch Zweite Tempora hergestellte Satzverknüpfungen im Ägyptischen nicht nur möglich seien, sondern sogar den Normalfall darstellten, dass also jede Verbalform entweder nominalisiert sein müsse („Zweites Tempus“) oder adverbialisiert (sonst). Einfache Verbalsätze sind laut Junge im Ägyptischen überhaupt nicht möglich: ein scheinbares Verb wie sḏm.n-f „(traditionell:) er hörte“ ist allein nicht satzbildend, sondern ist entweder als „dass er hörte“ oder als „indem er hörte“ zu analysieren. Gerade in der klassischen Mittelägyptischen Sprache sind allerdings morphologische bzw. graphische Anhaltspunkte für die Unterscheidung von nominalisierten und adverbialisierten Verbalformen rar, so dass die syntaktische Analyse weitgehend aus dem Kontext gewonnen werden muss.
Junges Ansatz ermöglichte eine elegante Erklärung der sehr häufigen, aber bis dahin nicht zufriedenstellend verstandenen Partikel jw. Nach Junge ist jw eine semantisch leere Dummy-Nominalphrase (etwa „dass es der Fall ist“), die dann gebraucht wird, wenn inhaltlich ein Satz mit nur einer einzigen Verbalaussage geäußert werden soll. „Er hörte“ heißt auf Ägyptisch also jw sḏm.n-f, ganz wörtlich „dass es der Fall ist, (ist, indem) er hörte“.
Später haben mehrere Forscher die Standardtheorie Junge’scher Prägung im Kern übernommen, aber teilweise reformuliert. W. Schenkel stellt die ägyptische Syntax so dar, dass Sätze zwar einen verbalen Kern haben (= das adverbialisierte Verb der Standardtheorie), aber obligatorisch eine vordere Erweiterung aufweisen (zum Beispiel jw oder ein nominalisiertes Verb der Standardtheorie). Frank Kammerzell bezeichnet das Ägyptische als hauptsatzmarkierend, was besagt, dass Elementarsätze für sich Nebensätze seien und erst durch eine zusätzliche Markierung zu Hauptsätzen werden. Im Gegensatz dazu sind die europäischen Sprachen grundsätzlich nebensatzmarkierend, weil Elementarsätze zunächst immer Hauptsätze sind und erst durch eine Erweiterung (zum Beispiel Konjunktion) zu Nebensätzen werden.

## Kritik
Während die Standardtheorie in den 1980er Jahren von den allermeisten Ägyptologen, die sich überhaupt zum Thema äußerten, akzeptiert wurde, setzten ab 1990 auch kritische Stimmen ein. Diese versuchten Gegenbelege zu finden oder wiesen etwa darauf hin, dass Sprachen ohne Verbalsätze sonst weltweit nirgends nachgewiesen seien oder dass das Ägyptische sich so nicht mit linguistischen Vorstellungen etwa der generativen Grammatik vereinbaren ließe. In einigen neueren Arbeiten werden daher neben Satzmustern, die der Standardtheorie entsprechen, einfache Verbalsätze wieder zusätzlich akzeptiert.
Manche Forscher gehen so weit, sogar Polotskys Ausgangsbeobachtung, dass die Zweiten Tempora der Adverbfokussierung dienen können, wieder in Frage zu stellen. Die Diskussion ist noch in vollem Gange, und zu einer geschlossenen Darstellung eines Syntaxmodells „nach der Standardtheorie“ ist es bisher nicht gekommen.